# غابرييلا فولكوفا
غابرييلا فولكوفا مواليد 10 مارس 1981 في براتيسلافا، هي لاعبة كرة مضرب سلوفاكية سابقة، اعتزلت اللعب في 2005. أعلى تصنيف لها في الفردي كان المركز الـ 191 في سنة 2001. أعلى تصنيف لها في الزوجي كان المركز الـ 180 في سنة 2000.

## النهائيات

### الفردي (0–9)
| الحصيلة | الرقم | التاريخ       | الدورة                            | الأرضية | المنافس             | النتيجة                 |
| ------- | ----- | ------------- | --------------------------------- | ------- | ------------------- | ----------------------- |
| الوصافة | 1.    | 7 ديسمبر 1998 | الإسماعيلية، مصر                  | ترابية  | نينو لوارسابيشفيلي  | 6–1, 2–6, 5–7           |
| الوصافة | 2.    | 2 أغسطس 1999  | كاراكاس، فنزويلا                  | صلبة    | ألينور تريسيري      | 1–6, 2–6                |
| الوصافة | 3.    | 31 يوليو 2000 | غواياكيل، الإكوادور               | ترابية  | هلجا فييرا          | 1–6, 6–7(5–7)           |
| الوصافة | 4.    | 14 أغسطس 2000 | كويرنافاكا، المكسيك               | ترابية  | ستيفاني مابري       | 2–6, 1–6                |
| الوصافة | 5.    | 2 أكتوبر 2000 | هالانديل بيتش 2، الولايات المتحدة | ترابية  | تيفاني دابك         | 3–5, 5–2, 2–4, 5–3, 2–4 |
| الوصافة | 6.    | 16 أبريل 2001 | كواتزاكوالكوس، المكسيك            | صلبة    | ماريا إلينا كاميرين | 1–6, 3–6                |
| الوصافة | 7.    | 23 أبريل 2001 | جاكسون، الولايات المتحدة          | ترابية  | إيرينا سليوتينا     | 1–6, 4–6                |
| الوصافة | 8.    | 3 يوليو 2001  | شتوتغارت، ألمانيا                 | ترابية  | فينيسا كروته        | 1–6, 3–6                |
| الوصافة | 9.    | 5 نوفمبر 2001 | القاهرة 2، مصر                    | ترابية  | بهية محتسن          | 6–1, 3–6, 5–7           |

## روابط خارجية
- غابرييلا فولكوفا على موقع رابطة محترفات التنس (الإنجليزية)
- غابرييلا فولكوفا على موقع الاتحاد الدولي لكرة المضرب (الإنجليزية)